# George Koltanowski
George Koltanowski (Anversa, 17 settembre 1903 – San Francisco, 5 febbraio 2000) è stato uno scacchista belga naturalizzato statunitense, Maestro Internazionale.

## Biografia
È noto soprattutto per la sua grande abilità nel gioco alla cieca. Il 20 settembre 1937 giocò a Edimburgo una simultanea alla cieca contro 34 avversari, col risultato di +24 =10. Fino al 1940 fu il record mondiale, superato da Miguel Najdorf. In seguito furono giocate simultanee con più partite, ma non vennero omologate per mancanza dei previsti requisiti di controllo. Lo stesso Koltanowski giocò 50 partite alla cieca il 5 marzo 1951 a San Francisco (+43 –2 =5) e 56 partite sempre a San Francisco il 4 dicembre 1960 (+50 -6).
Koltanowski vinse quattro volte il Campionato del Belgio: nel 1923, 1927, 1930 e 1936. Iniziò la sua carriera internazionale a 21 anni nel torneo di Merano 1924, dove fu ammesso per un disguido al torneo principale pur non avendone diritto in partenza. Si classificò agli ultimi posti ma ottenne una patta contro Siegbert Tarrasch. Nel 1931 vinse una partita ad Anversa contro Akiba Rubinstein. 
Dopo la morte di Edgar Colle, nel 1932 diventò il più forte giocatore del Belgio e vinse i tornei di Anversa 1932, Barcellona 1934 e 1935. Verso la fine della seconda guerra mondiale si trasferì negli Stati Uniti, dove si dedicò prevalentemente ad esibizioni di gioco alla cieca e simultanee.
Nel 1949 tenne una simultanea (non alla cieca) contro 271 avversari e nel 1955 contro 110 avversari. Una sua specialità era anche il "giro del cavallo" alla cieca, cioè toccare tutte le case della scacchiera con mosse di cavallo, partendo da una casella qualsiasi, senza passare mai due volte per una stessa casella. Questo esercizio è già molto difficile da eseguire anche vedendo la scacchiera. Nel 1950 la FIDE gli riconobbe il titolo di Maestro Internazionale e nel 1960 quello di Arbitro Internazionale. Fu presidente della USCF (United States Chess Federation) dal 1975 al 1978. 
Nel 1988 la FIDE lo nominò Grande maestro "Honoris Causa".